# Вишня Рибниця

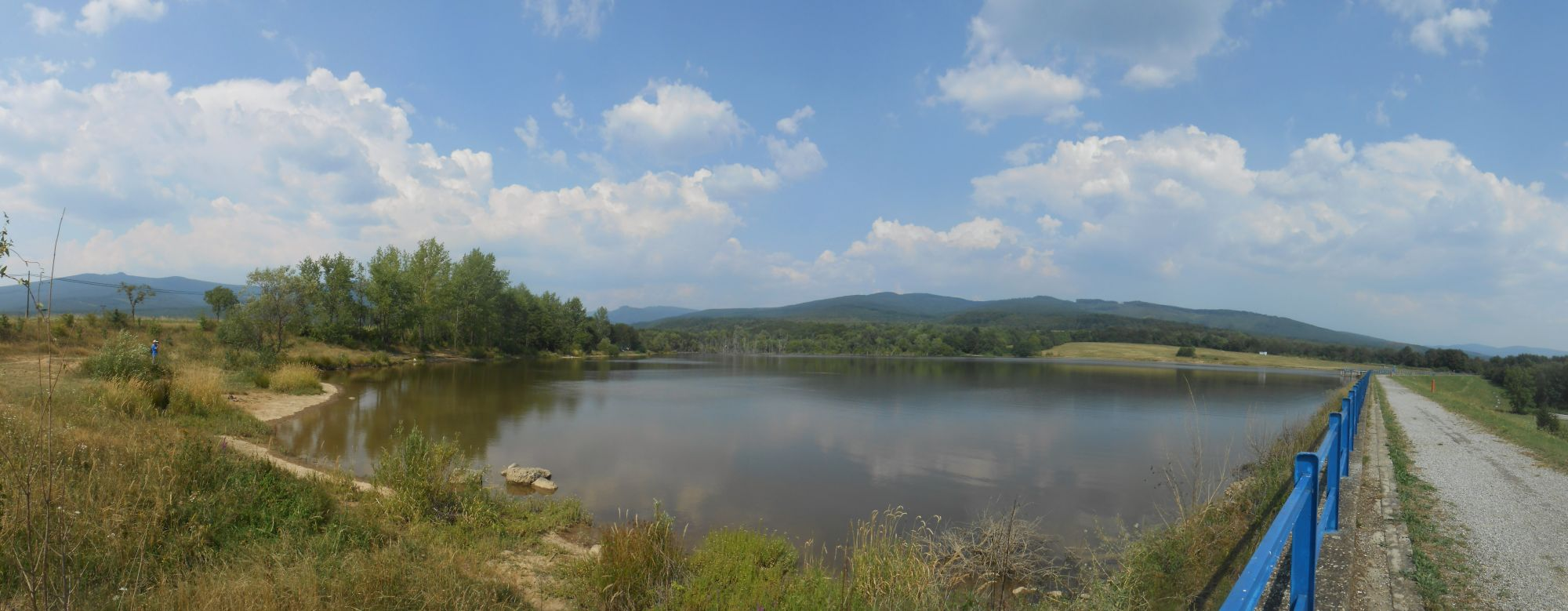
Вишня Рибниця, маточник

Вишня Рибниця (словац. Vyšná Rybnica) — село в Словаччині в районі Собранці Кошицького краю. Село розташоване на висоті 222 м над рівнем моря. Населення — 360 чол. Вперше згадується в 1419 році. В селі є бібліотека та футбольне поле.

## Історія
1419 року згадується як Rybnychke, 1449-го вказується під назвою Kysrebnicze. В документі 1520 року фігурує під назвою Kysrybnyche. 1715 року в селі було 3 млини, 1808-го згадується як Horní Rybnice. 1828 року нараховувалося 50 будинків та 429 мешканців. Від 1920 року — Vyšná Rybnica.

## Географія
Протікає річка Глінік.

## Населення
| Рік:            | 1994. | 2004.   | 2014.   | 2024. |
| --------------- | ----- | ------- | ------- | ----- |
| Кількість осіб: | 382   | 379     | 360     | 396   |
| Різниця:        |       | -0,78 % | -5,01 % | +10 % |

| Рік:            | 2023. | 2024.   |
| --------------- | ----- | ------- |
| Кількість осіб: | 399   | 396     |
| Різниця:        |       | -0,75 % |

## Пам'ятки
У селі є греко-католицька церква Різдва Пресвятої Богородиці з 1856 року в стилі пізнього класицизму.